# Maomé ibne Cazar ibne Hafes
Maomé ibne Cazar ibne Hafes ibne Sulate ibne Uanzamar, melhor conhecido somente como Maomé ibne Cazar ibne Hafes, foi um emir dos magrauas nos séculos VIII e IX.

## Vida
Maomé era filho de Cazar, fundador epônimo do clã Banu Cazar, e membro dos Banu Uanzamar através de seu bisavô Sulate. Virou emir dos magrauas em algum momento após 750, em sucessão de seu pai. Fez guerra com os Ifrânidas, capturando, em cerca de 788/789, a cidade de Tremecém. Maomé foi contemporâneo do califa Idris I (r. 788–791), que formou o Califado Idríssida no Magrebe Ocidental (788/789) e invadiu o Magrebe Central (789–791), aceitando a submissão dos magrauas de Maomé e a rendição do território do rio Chelife e a cidade de Tremecém, que tornar-se-ia capital de um principado idríssida independente. Mais tarde, Maomé ajudou Idris a conquistar todas as províncias do Califado Abássida no Magrebe Central e em 812-813, jurou lealdade a Idris II (r. 791–828).[a] Ao falecer em data incerta, foi sucedido por seu filho Cazar.